# VM i badminton 1993
VM i badminton 1993 var det ottende VM i badminton afholdt af International Badminton Federation. Mesterskabet blev afviklet i National Indoor Arena i Birmingham, England i perioden 31. maj - 6. juni 1993. England var VM-værtsland for første gang.

## Medaljevindere
| Række        | Guld                           | Sølv                                 | Bronze                            | Bronze                             |
| ------------ | ------------------------------ | ------------------------------------ | --------------------------------- | ---------------------------------- |
| Herresingle  | Joko Suprianto                 | Hermawan Susanto                     | Thomas Stuer-Lauridsen            | Ardy Wiranata                      |
| Damesingle   | Susi Susanti                   | Bang Soo-Hyun                        | Ye Zhaoying                       | Tang Jiuhong                       |
| Herredouble  | Ricky Subagja Rudy Gunawan     | Cheah Soon Kot Soo Beng Kiang        | Peter Axelsson Pär-Gunnar Jönsson | Chen Kang Chen Hongyong            |
| Damedouble   | Nong Qunhua Zhou Lei           | Chen Ying Wu Yuhong                  | Chung So-Young Gil Young-Ah       | Lotte Olsen Lisbet Stuer-Lauridsen |
| Mixed double | Thomas Lund Cathrine Bengtsson | Jon Holst-Christensen Grete Mogensen | Nick Ponting Gillian Clark        | Aryono Miranat Eliza Nathanael     |

### Medaljetabel
| Land       | Guld | Sølv | Bronze | Total |
| ---------- | ---- | ---- | ------ | ----- |
| Indonesien | 3    | 1    | 2      | 6     |
| Kina       | 1    | 1    | 3      | 5     |
| Danmark    | ½    | 1    | 2      | 3½    |
| Sverige    | ½    | -    | 1      | 1½    |
| Sydkorea   | -    | 1    | 1      | 2     |
| Malaysia   | -    | 1    | -      | 1     |
| England    | -    | -    | 1      | 1     |